# Авшалом, Хаим
Хаим Авшалом (Фридман) (1890, Петриков, Минская губерния — 4 мая 1952, Тель-Авив) — профсоюзный деятель.

## Биография
Родился в купеческой семье. Получил традиционное религиозное образование. Окончил в 1911 еврейские педагогические курсы в Гродно. Работал учителем в школе «Тарбут» в Новоалександровске, Седльце и Мозыре.
В юности — активист «Цеирей цион».
Во время Первой мировой войны преподавал еврейскую литературу и историю Израиля в еврейской гимназии в Люблине.
В 1918 вернулся в Россию. После революции вместе с И. Трумпельдором создавал «Хе-Халуц», был доверенным лицом Трумпельдора и связным между британским консульством в Севастополе и хе-Халуцом.
В 1919 эмигрировал в Эрец-Исраэль на корабле Руслан. С 1922 жил и работал в Тель-Авиве. Был среди создателей профсоюза работающей молодежи. В дальнейшем — член рабочего совета Тель-Авива. В последние годы работал в Центре по культуре и связям с общественностью.
Его именем назван «Институт Авшалома» при Тель-Авивском университете, занимающийся краеведением Эрец-Исраэль.